# Sean Klaiber
Sean Desmond Klaiber (ur. 31 lipca 1994 w Nieuwegein) – surinamski piłkarz holenderskiego pochodzenia występujący na pozycji obrońcy w duńskim klubie Brøndby IF oraz w reprezentacji Surinamu. Młodzieżowy reprezentant Holandii. 
Wychowanek FC Utrecht, w trakcie swojej kariery grał także w FC Dordrecht. 